# Ba Alawi
Els Ba Alawi són un clan de sàyyids i de sufís molt influent al Iemen, que viuen a la ciutat de Tarim i en general a l'Hadramaut.
El seu ancestre epònim fou Alawi ibn Abd Ubayd Allah ibn Ahmad ibn Isa al-Muhadjir ibn Ali al-Uraydi ibn Djafar al-Sadik ibn Muhammad al-Bakir ibn Ali Zayn al-Abidin ibn Husayn ibn Ali ibn Abi Talib. El seu besnet Ali ibn Alawi ibn Muhammad ibn Alawi fou el primer que es va establir a Tarim el 1127 i va morir allí el 1133. El seu fill Muhammad ben Ali conegut com a Sahib Mirbat es va establir en aquest port; va morir després del 1155; el seu besnet Ahmad ibn Abd al-Rahman ibn Alawi ibn Muhammad al Fakih descendeixen les branques Ba Fakih i al-Haddad.
Muhammad ibn Ali ibn Muhammad conegut com al-Ustadh al-Azam (el gran mestre) i com Fakih al-Mukaddam, net de Muhammad ben Ali, fou el fundador de la tarika alawiyya. Va morir amb 77 anys el 1255. Fou el pare d'Abd Allah, Abd al-Rahman, Ali, Ahmad i Alawi. Descendent de Muhammad foren:
- el poeta Umar ibn Abd al-Rahman ibn Muhammad ibn Ali ibn Muhammad ibn Ahmad ibn Muhammad conegut per Sahib al-Hamra, mort el 1484.
- L'historiador Ahmad ibn Abd Allah ibn Alawi ibn Hasan ibn Ahmad ibn Muhammad ibn Hasan ibn Ali ibn Muhammad conegut com a Shanbal, mort el 1514.
- l'escriptor Umar ibn Muhammad ibn Ahmad ibn Abi Bakr Ba Shayban ibn Muhammad Asad Allah ibn Hasan ibn Ali ibn Muhammad, mort el 1537.
- I Akil ibn Umar ibn Imran ibn Abd Allah ibn Ali ibn Umar ibn Salim ibn Muhammad ibn Umar ibn Ali ibn Ahmad ibn Muhammad, conegut con Abu l-Mawahib, mort el 1652 a Zafar que va deixar nombrosos escrits.

Alawi ibn Muhammad (mort el 1270) i el seu fill Abd Allah ibn Alawi són l'origen de la branca Ba Alawi estricte.
El net d'Alawi, Muhammad ibn Ali ibn Alawi (mort a Tarim el 1364 amb 60 anys) va deixar un fill de nom Abd al-Rahman al-Sakkaf (1338-1416) ancestre de les branques Sakkaf i Aydarus.
Un descendent d'Alawi fou Muhammad ibn Ali ibn Alawi ibn Muhammad ibn Abd al-Rahman ibn Muhammad ibn Abd Allah ibn Alawi anomenat Kharid, mort el 1553 que va escriure diverses obres.
També descendent d'Alawi, pel seu net Muhammad ibn Ali ibn Alawi (mort a Tarim el 1364) fou Salim ibn Ahmad ibn Shaykhan ibn Ali ibn Abi Bakr ibn Abd al-Rahman ibn Abd Allah Abbud ibn Ali ibn Muhammad (ibn Ali ibn Alawi) que va escriure nombroses obres i va morir a la Meca el 1636 amb 49 anys.
Entre els membres de la nissaga que van viure als segles XVIII al XX i que van deixar escrits, cal esmentar:
- Muhammad ibn Zayn ibn Sumat, nascut a Tarim el 1689 i mort el 1758
- Abd Allah ibn Husayn ibn Tahir ibn Muhammad al-Djawi, mort el 1855
- Abd al-Rahman ibn Muhammad ibn Husayn ibn Umar (segle xix)
- Fadl ibn Alawi ibn Muhammad ibn Sahl Mawla l-Dawila, mort 1866
- Abu Bakr ibn Abd al-Rahman ibn Muhammad anomenat Ibn Shihab (1846-1923)
- Muhammad ibn Akil ibn Ali ibn Yakub (1862-1931)